# Gesualdo
Gesualdo é uma comuna italiana da região da Campania, província de Avellino, com cerca de 3.828 habitantes. Estende-se por uma área de 27 km², tendo uma densidade populacional de 142 hab/km². Faz fronteira com comunilimitrofi =Sturno, Villamaina, Frigento, Fontanarosa, Grottaminarda.

## Demografia
| Variação demográfica do município entre 1861 e 2011                               |
|                                                                                   |
| Fonte: Istituto Nazionale di Statistica (ISTAT) - Elaboração gráfica da Wikipedia |